# Paris-Nice 1971
La course cycliste à étapes Paris-Nice a lieu en 1971 du 10 au 17 mars. Eddy Merckx, leader de bout en bout, le remporte devant Gösta Pettersson et Luis Ocaña. Il gagne également les trois étapes contre-la-montre. Avec trois victoires d'étape, alors que son équipe se retire de la course après la cinquième étape à la suite du décès hors-course de Jean-Pierre Monseré, Eric Leman s'affirme comme le meilleur sprinteur du début de l'année.
Cette première grande course est l'occasion pour le peloton de constater qu'en 1971, comme en 1970 et 1969, Eddy Merckx domine, et peut « gagner là où il le veut quand il le veut » : « dès le second jour il a éparpillé l'opposition, semé la panique dans le peloton et imprimé sa loi, une loi qu'il veut dure et impitoyable ».

## Participants
Dans cette édition de Paris-Nice, 98 coureurs sont répartis en 11 équipes : Molteni, Bic, Ferretti, Fagor-Mercier, Flandria-Mars, Filotex, Peugeot-BP-Michelin, Sonolor-Lejeune, Goudsmit-Hoff, TI-Carlton et Hoover-De Gribaldy. L'épreuve est terminée par 70 coureurs.

## Déroulement de la course
Les observateurs attendent beaucoup de ce Paris-Nice et de la réaction d'une « coalition anti-Merckx » pour empêcher le Belge d'écraser la course, et d'annoncer sa domination future sur la saison. Si celui-ci remporte le prologue, établissant un nouveau record d'ascension de la côte de Dourdan, ses adversaires restent optimistes, notamment Ocanã qui déclare que Merckx peut être battu sur une course par étapes qui n'est pas un grand tour. Dès le lendemain, une échappée de 18 coureurs qui termine 11 minutes devant le peloton met hors-jeu Raymond Poulidor et Franco Bitossi, ce qui montre l'absence d'entraide des différents opposants à Merckx et le favorise. Eric Leman remporte au sprint cette première étape, ainsi que le premier secteur de la deuxième étape.
Le deuxième secteur contre-la-montre, qu'il remporte avec 11 secondes d'avance sur Ocaña, permet à Merckx d'asseoir définitivement sa domination : il n'a ensuite « plus qu'à se laisser couler jusqu'à Nice ». La course est « comme chloroformée » et personne n'attaque le leader. Les étapes du 13 au 15 mars sont des sprints massifs remportés par Bitossi, Leman et Gerard Vianen. La sixième étape voit la victoire en solitaire de Ronald De Witte, mais Merckx termine troisième avec Petterson, et tous ses concurrents sont derrière. Raymond Riotte remporte le premier secteur de la septième étape tandis que Merckx gagne de nouveau lors du second secteur, remporte le contre-la-montre en côte de La Turbie.
Cette troisième victoire consécutive de Merckx, sans réelle opposition, lui permet d'envisager sereinement la saison 1971. C'est également sa dernière dans l'épreuve, même s'il finit toujours sur le podium jusqu'en 1975.

## Étapes
| Étapes                | Date    | Villes étapes                     | Km       | Vainqueur d'étape | Leader du classement général |
| --------------------- | ------- | --------------------------------- | -------- | ----------------- | ---------------------------- |
| Prologue              | 10 mars | Dourdan (clm)                     | 1,7 km   | Eddy Merckx       | Eddy Merckx                  |
| 1re étape             | 11 mars | Dourdan-Troyes                    | 200 km   | Eric Leman        | Eddy Merckx                  |
| 2e étape, 1er secteur | 12 mars | Chablis-Autun                     | 128 km   | Eric Leman        | Eric Leman                   |
| 2e étape, 2e secteur  | 12 mars | Autun-Autun (clm)                 | 4,7 km   | Eddy Merckx       | Eddy Merckx                  |
| 3e étape              | 13 mars | Autun-Saint-Étienne               | 196 km   | Franco Bitossi    | Eddy Merckx                  |
| 4e étape              | 14 mars | Saint-Étienne-Bollène             | 181,5 km | Eric Leman        | Eddy Merckx                  |
| 5e étape              | 15 mars | Bollène-Saint-Rémy-de-Provence    | 139 km   | Gerard Vianen     | Eddy Merckx                  |
| 6e étape              | 16 mars | Saint-Rémy-de-Provence-Draguignan | 186,5 km | Ronald de Witte   | Eddy Merckx                  |
| 7e étape, 1er secteur | 17 mars | Draguignan-Nice                   | 108 km   | Raymond Riotte    | Eddy Merckx                  |
| 7e étape, 2e secteur  | 17 mars | Nice-Col d'Èze (clm)              | 9,5 km   | Eddy Merckx       | Eddy Merckx                  |

## Résultats des étapes

### Prologue
10-03-1971. Dourdan-Dourdan, 1,7 km (clm).
|    | Cycliste         | Équipe          | Temps      |
| -- | ---------------- | --------------- | ---------- |
| 1  | Eddy Merckx      | Molteni         | 2 min 49 s |
| 2  | Raymond Poulidor | Fagor-Mercier   | + 2 s      |
| 3  | Luis Ocaña       | Bic             | + 5 s      |
| 4  | Franco Bitossi   | Filotex         | + 7 s      |
| 5  | Joop Zoetemelk   | Flandria-Mars   | m.t.       |
| 6  | Leif Mortensen   | Bic             | + 8 s      |
| 7  | Charly Grosskost | Bic             | + 9 s      |
| 8  | Gösta Pettersson | Ferretti        | + 13 s     |
| 9  | Gilbert Bellone  | Sonolor-Lejeune | m.t.       |
| 10 | Yves Hézard      | Sonolor-Lejeune | + 14 s     |

### 1reétape
11-03-1971. Dourdan-Troyes, 200 km.
|    | Cycliste         | Équipe              | Temps           |
| -- | ---------------- | ------------------- | --------------- |
| 1  | Eric Leman       | Flandria-Mars       | 4 h 46 min 51 s |
| 2  | Eddy Merckx      | Molteni             | m.t.            |
| 3  | Jan Janssen      | Bic                 | m.t.            |
| 4  | Walter Godefroot | Peugeot-BP-Michelin | m.t.            |
| 5  | Charles Rouxel   | Peugeot-BP-Michelin | m.t.            |
| 6  | Erik Pettersson  | Ferretti            | m.t.            |
| 7  | Joop Zoetemelk   | Flandria-Mars       | m.t.            |
| 8  | Jacky Mourioux   | Fagor-Mercier       | m.t.            |
| 9  | Lucien Aimar     | Sonolor-Lejeune     | m.t.            |
| 10 | Gösta Pettersson | Ferretti            | m.t.            |

### 2eétape,1ersecteur
12-03-1971. Chablis-Autun 128 km.
|   | Cycliste             | Équipe          | Temps           |
| - | -------------------- | --------------- | --------------- |
| 1 | Eric Leman           | Flandria-Mars   | 3 h 27 min 49 s |
| 2 | Franco Bitossi       | Filotex         | m.t.            |
| 3 | Roger Rosiers        | Bic             | m.t.            |
| 4 | Barry Hoban          | Sonolor-Lejeune | m.t.            |
| 5 | Daniel Van Ryckeghem | Sonolor-Lejeune | m.t.            |
| 6 | Henk Benjamins       | Goudsmit-Hoff   | m.t.            |
| 7 | Jacky Mourioux       | Fagor-Mercier   | m.t.            |
| 8 | Eddy Merckx          | Molteni         | m.t.            |
| 9 | Léo Duyndam          | Goudsmit-Hoff   | m.t.            |

### 2eétape,2esecteur
12-03-1971. Autun-Autun 4,7 km (clm).
|   | Cycliste         | Équipe              | Temps      |
| - | ---------------- | ------------------- | ---------- |
| 1 | Eddy Merckx      | Molteni             | 6 min 31 s |
| 2 | Luis Ocaña       | Bic                 | + 11 s     |
| 3 | Ferdinand Bracke | Peugeot-BP-Michelin | + 12 s     |
| 4 | Leif Mortensen   | Bic                 | + 13 s     |
| 5 | Gösta Pettersson | Ferretti            | + 14 s     |
| 6 | Barry Hoban      | Sonolor-Lejeune     | + 16 s     |
| 7 | Raymond Poulidor | Fagor-Mercier       | + 18 s     |
| 8 | Désiré Letort    | Bic                 | m.t.       |
| 9 | Gilbert Bellone  | Sonolor-Lejeune     | + 20 s     |

### 3eétape
13-03-1971. Autun-Saint-Étienne 196 km.
|    | Cycliste            | Équipe              | Temps           |
| -- | ------------------- | ------------------- | --------------- |
| 1  | Franco Bitossi      | Filotex             | 5 h 50 min 50 s |
| 2  | Barry Hoban         | Sonolor-Lejeune     | m.t.            |
| 3  | Daniel Vanryckeghem | Sonolor-Lejeune     | m.t.            |
| 4  | Jan Janssen         | Bic                 | m.t.            |
| 5  | Roger Rosiers       | Bic                 | m.t.            |
| 6  | Raymond Poulidor    | Fagor-Mercier       | m.t.            |
| 7  | Robert Bouloux      | Peugeot-BP-Michelin | m.t.            |
| 8  | Gerard Vianen       | Fagor-Mercier       | m.t.            |
| 9  | Leif Mortensen      | Bic                 | m.t.            |
| 10 | Eddy Merckx         | Molteni             | m.t.            |

### 4eétape
14-03-1971. Saint-Étienne-Bollène, 181,5 km.
|   | Cycliste            | Équipe             | Temps           |
| - | ------------------- | ------------------ | --------------- |
| 1 | Eric Leman          | Flandria-Mars      | 4 h 57 min 59 s |
| 2 | Harry Steevens      | Goudsmit-Hoff      | m.t.            |
| 3 | Daniel Vanryckeghem | Sonolor-Lejeune    | m.t.            |
| 4 | Jan Janssen         | Bic                | m.t.            |
| 5 | René Pijnen         | Bic                | m.t.            |
| 6 | Eddy Merckx         | Molteni            | m.t.            |
| 7 | Gérard Briend       | Hoover-De Gribaldy | m.t.            |
| 8 | Alberto Della Torre | Filotex            | m.t.            |

### 5eétape
15-03-1971. Bollène-Saint-Rémy-de-Provence, 139 km.
|   | Cycliste            | Équipe          | Temps           |
| - | ------------------- | --------------- | --------------- |
| 1 | Gerard Vianen       | Fagor-Mercier   | 3 h 21 min 41 s |
| 2 | Leo Duyndam         | Goudsmit-Hoff   | + 3 s           |
| 3 | Daniel Vanryckeghem | Sonolor-Lejeune | + 4 s           |
| 4 | Jacky Mourioux      | Fagor-Mercier   | m.t.            |
| 5 | Leif Mortensen      | Bic             | m.t.            |
| 6 | Eddy Peelman        | Fagor-Mercier   | m.t.            |
| 7 | Régis Delépine      | Fagor-Mercier   | m.t.            |
| 8 | Georges Chappe      | Fagor-Mercier   | m.t.            |
| 9 | Franco Bitossi      | Filotex         | m.t.            |

### 6eétape
16-03-1971. Saint-Rémy-de-Provence-Draguignan, 186,5 km.
|    | Cycliste         | Équipe              | Temps           |
| -- | ---------------- | ------------------- | --------------- |
| 1  | Ronald de Witte  | Peugeot-BP-Michelin | 4 h 40 min 11 s |
| 2  | Derek Harrison   | TI-Carlton          | m.t.            |
| 3  | Eddy Merckx      | Molteni             | + 2 min 05 s    |
| 4  | Gösta Pettersson | Ferretti            | m.t.            |
| 5  | Barry Hoban      | Sonolor-Lejeune     | + 2 min 18 s    |
| 6  | Jan Krekels      | Goudsmit-Hoff       | m.t.            |
| 7  | Yves Hézard      | Sonolor-Lejeune     | m.t.            |
| 8  | Erik Pettersson  | Ferretti            | m.t.            |
| 9  | Désiré Letort    | Bic                 | m.t.            |
| 10 | Rolf Wolfshohl   | Fagor-Mercier       | m.t.            |

### 7eétape,1ersecteur
17-03-1971. Draguignan-Nice, 108 km.
|    | Cycliste               | Équipe          | Temps           |
| -- | ---------------------- | --------------- | --------------- |
| 1  | Raymond Riotte         | Sonolor-Lejeune | 2 h 46 min 51 s |
| 2  | Frans Mintjens         | Molteni         | m.t.            |
| 3  | Georges Chappe         | Fagor-Mercier   | m.t.            |
| 4  | Michel Périn           | Fagor-Mercier   | m.t.            |
| 5  | Gerben Karstens        | Goudsmit-Hoff   | m.t.            |
| 6  | Georges Van Coningsloo | Molteni         | m.t.            |
| 7  | René Pijnen            | Bic             | m.t.            |
| 8  | Jean-Pierre Genet      | Fagor-Mercier   | m.t.            |
| 9  | Wim Schepers           | Goudsmit-Hoff   | m.t.            |
| 10 | Roberto Ballini        | Ferretti        | m.t.            |

### 7eétape,2esecteur
17-03-1971. Nice-Col d'Èze, 9,5 km (clm).
|    | Cycliste            | Équipe          | Temps        |
| -- | ------------------- | --------------- | ------------ |
| 1  | Eddy Merckx         | Molteni         | 20 min 44 s  |
| 2  | Raymond Poulidor    | Fagor-Mercier   | + 7 s        |
| 3  | Leif Mortensen      | Bic             | + 28 s       |
| 4  | Désiré Letort       | Bic             | + 30 s       |
| 5  | Gösta Pettersson    | Ferretti        | + 33 s       |
| 6  | Luis Ocaña          | Bic             | + 36 s       |
| 7  | Jos Deschoenmaecker | Molteni         | + 1 min 23 s |
| 8  | Derek Harrison      | TI-Carlton      | + 1 min 25 s |
| 9  | Gilbert Bellone     | Sonolor-Lejeune | + 1 min 37 s |
| 10 | Yves Hézard         | Sonolor-Lejeune | + 1 min 39 s |

## Classements finals

### Classement général
|    | Cycliste            | Équipe              | Temps            |
| -- | ------------------- | ------------------- | ---------------- |
| 1  | Eddy Merckx         | Molteni             | 30 h 21 min 38 s |
| 2  | Gösta Pettersson    | Ferretti            | + 58 s           |
| 3  | Luis Ocaña          | Bic                 | + 1 min 09 s     |
| 4  | Désiré Letort       | Bic                 | + 1 min 13 s     |
| 5  | Erik Pettersson     | Ferretti            | + 2 min 36 s     |
| 6  | Lucien Aimar        | Sonolor-Lejeune     | + 2 min 41 s     |
| 7  | Jos Deschoenmaecker | Molteni             | + 4 min 12 s     |
| 8  | Charles Rouxel      | Peugeot-BP-Michelin | + 4 min 17 s     |
| 9  | Fran Mintjens       | Molteni             | + 5 min 59 s     |
| 10 | Jacky Mourioux      | Fagor-Mercier       | + 6 min 28 s     |

### Classements annexes
- Classement par points :  Jacky Mourioux
- Meilleur grimpeur :  Michel Périn
- Combiné :  Eddy Merckx

### Documentation
- Jacques Augendre, « Au fil des courses », dans Miroir du Cyclisme no 140, Éditions « J », avril 1971, p. 20-22
- Claude Parmentier, « Un dominateur peu commun », dans Miroir du Cyclisme no 140, Éditions « J », avril 1971, p. 3